# Suzuki Ciaz
La Suzuki Ciaz (chiamata in Cina Suzuki Alivio) è un'autovettura prodotta dalla casa automobilistica giapponese Suzuki a partire dal 2014.

## Descrizione
Presentata al Delhi Auto Expo nel 2014, nel mercato indiano, la Suzuki Ciaz è disponibile sia nelle varianti diesel che benzina. Viene offerta con un motore a benzina da 1,5 litri e uno da 1,6 litri, più un motore turbodiesel da 1,5 litri. 
In Tailandia la Ciaz è equipaggiata con un motore da 1,2 litri in conformità con la normativa Eco Car vigente nel paese.
La Suzuki Ciaz è dotata di serie di ABS (sistema antibloccaggio) ed EBD (ripartitore elettronico della frenata) e doppio airbag frontale. L'auto è stata testata dalla ASEAN NCAP e ha ottenuto una valutazione di 4 stelle.
Nel 2017 è stata lanciata una variante sportiva, chiamata Ciaz S.
La vettura è stata sottoposta a un restyling nell'agosto 2018 in India.
Il 28 marzo 2019 è stata introdotta una nuova motorizzazione turbodiesel da 1,5 litri con 95 CV e 225 Nm di coppia abbinata a un cambio manuale a 6 marce.